# Butler (Nueva York)
Butler es un pueblo ubicado en el condado de Wayne en el estado estadounidense de Nueva York. En el año 2000 tenía una población de 2,277 habitantes y una densidad poblacional de 24 personas por km². 

## Geografía
Butler se encuentra ubicado en las coordenadas 42°10′52″N 76°46′23″O / 42.18111, -76.77306.

## Demografía
Según la Oficina del Censo en 2000 los ingresos medios por hogar en la localidad eran de $38,462, y los ingresos medios por familia eran $41,587. Los hombres tenían unos ingresos medios de $41,587 frente a los $21,723 para las mujeres. La renta per cápita para la localidad era de $15,285. Alrededor del 9.8% de la población estaban por debajo del umbral de pobreza.